# Рейчел Кейн
Ре́йчел Кейн (англ. Rachel Caine) — псевдонім Роксани Лонґстріт Конрад (27 квітня 1962 — 1 листопада 2020) — американська письменниця, що писала в жанрах наукової фантастики, фентезі, детективів, саспенсу і романів жахів.

## Особисте життя
Конрад виросла у Західному Техасі та 1980 року закінчила середню школу Сокорро в Ель-Пасо, Техас. 1985 року здобула ступінь бакалавра з бухгалтерського обліку в Коледжі бізнесу Роулза Техаського технічного університету, з музикою як додатковою спеціальністю. Кейн писала і видавала романи та оповідання з 1990 року. Вона була професійною музиканткою і грала з відомими музикантами, зокрема з Генрі Манчіні, Пітером Неро та Джоном Вільямсом.
З 1999 року Конрад працювала у відділі корпоративних комунікацій вебдизайнеркою, редакторкою, менеджеркою із корпоративних комунікацій і, нарешті, директоркою із корпоративних комунікацій у великій транснаціональній компанії. Вона взяла восьмимісячну перерву протягом більшої частини 2008 року, щоб вкластися в терміни, і звільнилася зі своєї посади, щоб писати на повний робочий день 2010 року. Жила на півночі Техасу зі своїм чоловіком, художником Кетом Конрадом. Конрад писала більшу частину тексту вдома та в дорозі під час виступів.
2018 року у Конрад діагностували саркому м'яких тканин. Померла 1 листопада 2020 року.